# Anderssenbukta
Die Anderssenbukta ist eine Bucht im Nordwesten der antarktischen Peter-I.-Insel. Sie liegt nördlich der Mündung des Nils-Larsen-Gletschers.
Norwegische Wissenschaftler benannten sie nach Anton Severin Anderssen (1877–unbekannt), der als Kapitän der Odd I bei deren von Lars Christensen finanzierten Antarktisfahrt (1926–1927) am 17. Januar 1927 die Peter-I.-Insel erreicht hatte.